# کول-کاناس
کول-کاناس (انگلیسی: Kul-Kanas) یک شهرک در شهرستان میاکینسکی استان باشقیرستان کشور روسیه است.